# Liste der Einträge im National Register of Historic Places im Clay County (Arkansas)

Lage des Clay Countys in Arkansas

Die Liste der Einträge im National Register of Historic Places im Clay County in Arkansas führt die Bauwerke und historischen Stätten im Clay County auf, die in das National Register of Historic Places aufgenommen wurden.

## Legende
| NRHP | Historic Place    |
| HD   | Historic District |

## Aktuelle Einträge
| [ 2 ] | Name                                       | Bild                                       | Eintragsdatum                  | Lage | Ort           | Beschreibung |
| ----- | ------------------------------------------ | ------------------------------------------ | ------------------------------ | --- | ------------- | ------------ |
| 1     | Baynham House                              | Baynham House                              | 31. Aug. 1978 ID-Nr. 78000579  | Stephens Street 36° 27′ 5″ N, 90° 43′ 29″ W                                                                                         | Success       |              |
| 2     | Chalk Bluff                                | Chalk Bluff                                | 29. Okt. 1974 ID-Nr. 74000470  | Nördlich von St. Francis 36° 28′ 41″ N, 90° 9′ 32″ W                                                                                | Saint Francis |              |
| 3     | Clay County Courthouse, Eastern District   | Clay County Courthouse, Eastern District   | 19. Sep. 2018 ID-Nr. 100002945 | 151 S 2nd Ave. 36° 22′ 55,9″ N, 90° 11′ 31,9″ W                                                                                     | Piggott       |              |
| 4     | Clay County Courthouse, Western District   | Clay County Courthouse, Western District   | 18. Sep. 2018 ID-Nr. 100002946 | 800 W 2nd St. 36° 24′ 15,1″ N, 90° 35′ 3,8″ W                                                                                       | Corning       |              |
| 5     | County Home Cemetery                       | County Home Cemetery                       | 22. März 2005 ID-Nr. 04001495  | 3010 Heritage Park Road 36° 23′ 11″ N, 90° 12′ 39″ W                                                                                | Piggott       |              |
| 6     | Eastern Star Lodge 207 F&AM                | Eastern Star Lodge 207 F&AM                | 4. Okt. 2002 ID-Nr. 02001074   | Rund 2,5 km westlich auf der County Road 336, danach rund 800 m nach Süden 36° 27′ 5″ N, 90° 10′ 31″ W                              | Saint Francis |              |
| 7     | Knob School-Masonic Lodge                  | Knob School-Masonic Lodge                  | 30. Mai 1991 ID-Nr. 91000679   | AR 141 36° 16′ 53″ N, 90° 27′ 0″ W                                                                                                  | Knob          |              |
| 8     | Old US 67, Biggers to Datto                | Old US 67, Biggers to Datto                | 24. Sep. 2004 ID-Nr. 04001046  | Biggers-Reyno Rd., 1st St., and County Road 111 36° 21′ 35″ N, 90° 46′ 37″ W                                                        | Datto         |              |
| 9     | Oliver House                               | Oliver House                               | 8. Dez. 1978 ID-Nr. 78000578   | 203 West Front Street 36° 24′ 35″ N, 90° 34′ 44″ W                                                                                  | Corning       |              |
| 10    | Pfeiffer House and Carriage House          | Pfeiffer House and Carriage House          | 10. Juni 1982 ID-Nr. 82002097  | 10th Street Ecke Cherry Street 36° 23′ 4″ N, 90° 12′ 0″ W                                                                           | Piggott       |              |
| 11    | Piggott Commercial Historic District       | Piggott Commercial Historic District       | 4. Nov. 2009 ID-Nr. 09000867   | Abgegrenzt durch West Cherry Street, West Court Street, South Throckmorton Street und Clay Street 36° 22′ 58,2″ N, 90° 11′ 26,4″ W  | Piggott       |              |
| 12    | Piggott National Guard Armory              | Piggott National Guard Armory              | 31. Mai 2006 ID-Nr. 06000440   | 775 East Main Street 36° 22′ 59″ N, 90° 10′ 53″ W                                                                                   | Piggott       |              |
| 13    | Piggott Post Office                        | Piggott Post Office                        | 14. Aug. 1998 ID-Nr. 98000917  | 119 North 3rd Street 36° 23′ 0″ N, 90° 11′ 33″ W                                                                                    | Piggott       |              |
| 14    | Rector Commercial Historic District        | Rector Commercial Historic District        | 1. Juni 2009 ID-Nr. 09000369   | Abgegrenzt durch die Gleise der früheren St. Louis Southwestern Railway, South Dodd und 3rd Street 36° 15′ 49,3″ N, 90° 17′ 33,8″ W | Rector        |              |
| 15    | Rector Waterworks Building                 | Rector Waterworks Building                 | 12. Mai 2009 ID-Nr. 09000312   | 703 South Main Street 36° 15′ 38,7″ N, 90° 17′ 33,8″ W                                                                              | Rector        |              |
| 16    | Scatterville Cemetery                      | Scatterville Cemetery                      | 31. März 1995 ID-Nr. 95000364  | County Road 404, rund 2,5 km westlich des AR 90 36° 16′ 55″ N, 90° 18′ 47″ W                                                        | Rector        |              |
| 17    | Sheeks House                               | Sheeks House                               | 22. Aug. 1975 ID-Nr. 75000376  | 502 Market Street 36° 24′ 18″ N, 90° 35′ 2″ W                                                                                       | Corning       |              |
| 18    | Sink-Crumb Post No. 72 American Legion Hut | Sink-Crumb Post No. 72 American Legion Hut | 25. Sep. 2008 ID-Nr. 08000934  | 2nd Street Ecke Cherry Street 36° 19′ 13,1″ N, 90° 36′ 0,8″ W                                                                       | Knobel        |              |
| 19    | Waddle House                               |                                            | 28. März 1977 ID-Nr. 77000246  | South Erwin Street 36° 27′ 4″ N, 90° 43′ 21″ W                                                                                      | Success       |              |